# 100 000 000
100 000 000 – piosenka opublikowana na albumie solowym Kazika pt. Spalaj się! (1993) i na płycie grupy Kazik na Żywo pt. Na żywo, ale w studio (1994). Utwór został zaprezentowany po raz pierwszy na żywo podczas festiwalu sopockiego w 1992, wtedy też wręczono Kazikowi Bursztynowego Słowika.
Tekst opisuje rozmowę robotników, którzy nie szczędzą krytycznych uwag pod adresem prezydenta Lecha Wałęsy, skoncentrowanych głównie na niespełnionej obietnicy przedwyborczej (kandydat obiecał powszechne uwłaszczenie obywateli poprzez rozdanie każdej dorosłej osobie po 100 mln zł sprzed denominacji, w formie bonu prywatyzacyjnego). Przez lata Kazik opowiadał, że tę rozmowę podsłuchał w restauracji Samson w Warszawie, jednak później przyznał, że tę historię wymyślił, choć mogła się wydarzyć.
W refrenie wykrzykiwane są słowa: Wałęsa, dawaj moje sto milionów, Wałęsa, dawaj nasze sto milionów. Choć Kazik po premierze utworu powiedział: Pozdrowienia dla wszystkich, którzy mają poczucie humoru, piosenka i tak stała się tematem publicznej debaty (np. w Wiadomościach). O występie wypowiedział się nawet sam prezydent Lech Wałęsa, twierdząc: Śpiewa piosenkarz, że: »Wałęsa oddaj sto milionów« – ja chciałem dać! chcę! Tylko, że oni mi nie pozwalają, a ja nie mogę, bo ja nie mam mocy wykonawczej. Ale to niech ten piosenkarz, który uważa, że on jest inteligentniejszy, to niech pomyśli, że to nie ja. Tylko niech on ostatnią zwrotkę zaśpiewa: »Pomóżmy Wałęsie zrealizować to«, »Pomóżmy Wałęsie lepiej to zrobić, mądrzej«.
Utwór w pierwszej wersji z płyty „Spalaj się” wykorzystuje we wstępie riff gitarowy Ritchiego Blackmore’a z utworu „Burn” Deep Purple. Sam Kazik był bardziej zadowolony z drugiej, gitarowej wersji nagranej na płycie „Kazik na żywo, ale w studio”.
Staszewski napisał też kontynuację „100 000 000” – „300 000 000”, którą umieścił na płycie pt. Na żywo, ale w studio.
Utwór został także wykorzystany bez wiedzy i zgody autora w kampanii wyborczej Samoobrony RP w 1995, do czego Staszewski odniósł się w słowach piosenki pt. „Pierdolę Pera” z albumu grupy Kazik na Żywo pt. Las Maquinas de la Muerte (1999).